# Ilha Buckingham
A Ilha Buckingham  (em inglês:  Buckingham Island) é uma ilha do Canadá que pertence ao território de Nunavut, situando-se na Baía Norueguesa. Tem 137 km² de área e faz parte das Ilhas da Rainha Isabel, no Arquipélago Ártico Canadiano.
O seu ponto culminante é o monte Windsor, com 150 m de altitude.